# Nina Holmén
Siv Nina Anette Holmén (* 29. September 1951 in Esse in der Gemeinde Pedersöre als Nina Wärn) ist eine ehemalige finnische Leichtathletin. Die 1,63 m große und in ihrer Wettkampfzeit 51 kg schwere Holmén wurde 1974 die erste Europameisterin im 3000-Meter-Lauf.
1973 stand sie in der finnischen Mannschaft bei den ersten Weltmeisterschaften im Crosslauf und gewann Silber in der Mannschaftswertung hinter der Mannschaft Englands. Ein Jahr später bei den zweiten Crosslauf-Weltmeisterschaften in Monza siegte wie 1973 Paola Cacchi, mit sechs Sekunden Rückstand gewann Holmén Silber in der Einzelwertung, mit der Mannschaft wurde sie Dritte hinter England und Italien.
Auch ihren zweiten großen Erfolg errang Holmén in Italien. Bei den Europameisterschaften 1974 in Rom wurde erstmals der 3000-Meter-Lauf ausgetragen. Favoritin war die Russin Ljudmila Bragina, die mit 8:52,8 min den Weltrekord hielt. Holmén gewann in Rom den Titel in finnischem Landesrekord von 8:55,2 min mit einer Sekunde Vorsprung auf Bragina und einer weiteren Sekunde auf Joyce Smith. 
Bei den Olympischen Spielen 1976 in Montreal war der 1500-Meter-Lauf die längste angebotene Distanz in der Frauenleichtathletik. Holmén erreichte das Finale und belegte in 4:09,55 min den neunten Platz mit vier Sekunden Rückstand auf die Siegerin Tatjana Kasankina.
Nina Holmén heiratete den Langstreckenläufer Rune Holmén, der 1971 Zwölfter der Europameisterschaften über 5000 Meter war. Beider Sohn Janne Holmén war 2002 Europameister im Marathonlauf.